# 长片小膜盖蕨
长片小膜盖蕨（学名：Araiostegia pseudocystopteris）为骨碎补科小膜盖蕨属下的一个种。

## 扩展阅读
- 維基物種上的相關：长片小膜盖蕨